# تله‌کابین‌ها در ایران
تله‌کابین‌ها در ایران یکی از انواع ترابری هوایی در ایران هستند. ساخت نخستین تله‌کابین در ایران در سال ۱۳۵۳ هـ. ش، با همکاری شرکت فرانسوی پوما و شرکت اتریشی دوپل مایر شروع شد. بزرگترین تله کابین جهان این «تله کابین توچال» در ایران، شهر تهران است.
تفریح از طریق تله کابین در زمینه گردشگری در سراسر دنیا و از جمله در ایران نقش بسیار مهمی را ایفا می‌کند. تله کابین‌هایی که در ایران احداث شده‌اند عبارت از تله کابین توچال، تله کابین نمک آبرود، تله کابین لاهیجان، تله کابین گنج نامه در همدان. که در فاز ۳ تله‌کابین کوهسار بحث اتصال این تله‌کابین به تله‌کابین توچال نیز مطرح است.
تله کابین توچال در ایران با طولی حدود ۷هزار و ۵۰۰ متر یکی از طولانی‌ترین خط تله کابین بهم پیوسته در دنیا است.

## فهرست تله‌کابین‌ها در ایران
- تله‌کابین توچال
- تله كابين صفه
- تله‌کابین عون بن علی
- تله كابين ميكامال (كيش)
- تله کابین کرمان
- تله‌کابین نمک‌آبرود
- تله کابین لاهیجان
- تله کابین رامسر
- تله‌کابین گنج‌نامه
- تله کابین قزوین
- تله‌کابین جنگل فندقلو-حیران
- تله‌کابین سیب‌لند فیروزکوه
- تله کابین دانشگاه آزاد واحد علوم تحقیقات تهران
- تله کابین آبیدر سنندج
- تله کابین مریوان